# Hunteria ghanensis
Hunteria ghanensis är en oleanderväxtart som beskrevs av J.B. Hall och A.J.M. Leeuwenberg. Hunteria ghanensis ingår i släktet Hunteria och familjen oleanderväxter. Inga underarter finns listade i Catalogue of Life.